# 戈特沙爾肯貝格山
47°09′14″N 8°38′53″E / 47.154003°N 8.648027°E

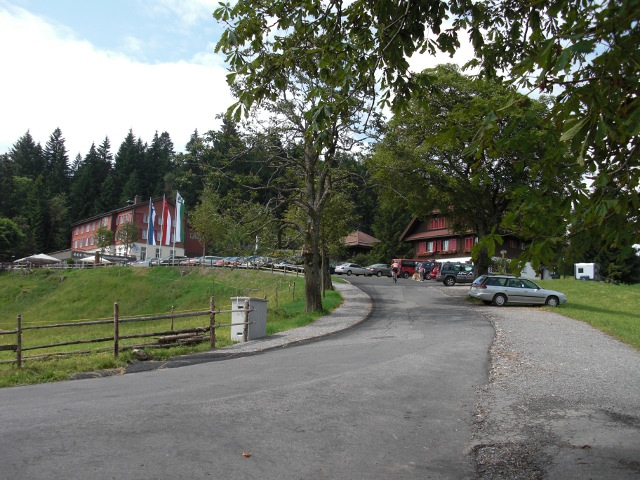

戈特沙爾肯貝格山（Gottschalkenberg），是瑞士的山峰，位於該國中部，由楚格州負責管轄，處於門青根東南部，海拔高度1,186米，每年平均降雨量1,869毫米。